# Лут Іван Андрійович (металург)
Іван Андрійович Лут (1910 рік, Маріуполь — 12 листопада 1981 року, Жданов) — сталевар комбінату ім. Ілліча. Раціоналізатор, Герой Соціалістичної Праці, Почесний громадянин Маріуполя.

## Біографія
Іван Лут народився 1910 року в сім'ї робітників.
Закінчив ремісниче училище № 8. З 1927 року працював на заводі імені Ілліча в мартені-2 жолобником, канавником, підручним сталеваром, сталеваром. Закінчив курси майстрів, працював майстром мартенівського цеху, а з 1952 року — старшим майстром. Також працював майстром виробничого навчання у ПТУ № 99.
Є автором численних рацпропозицій, зокрема, завдяки запропонованому їм новому способу наварки пода печі час простою печей вдалося скоротити на 2,3 %.

## Нагороди
- Герой Соціалістичної Праці (19 липня 1958 року)
- Орден Леніна
- Орден Червоної Зірки

## Пам'ять
Іменем Лута названо вулицю в селищі Україна Іллічівського району Маріуполя та ПТУ № 99, на якому встановлено меморіальну дошку на його честь.